# Diobelon gracilescens
Diobelon gracilescens là một loài rêu trong họ Dicranaceae. Loài này được F. Weber & D. Mohr Hampe mô tả khoa học đầu tiên năm 1873.